# Кадрије
Кадрије (фр. Cadrieu) насеље је и општина у јужној Француској у региону Миди Пирене, у департману Лот која припада префектури Фижак.
По подацима из 2011. године у општини је живело 165 становника, а густина насељености је износила 31,49 становника/km². Општина се простире на површини од 5,24 km². Налази се на средњој надморској висини од 150 метара (максималној 394 m, а минималној 140 m).

## Демографија
| 1962. | 1968. | 1975. | 1982. | 1990. | 1999. | 2011. |
| ----- | ----- | ----- | ----- | ----- | ----- | ----- |
| 69    | 83    | 88    | 105   | 105   | 142   | 165   |

График промене броја становника у току последњих година